# Алумни (регбийный клуб)
«Асосьясьон Алумни» (исп. Asociación Alumni, «ассоциация выпускников»), «Алумни» — аргентинский регбийный клуб, участник чемпионата Буэнос-Айреса. Команда располагается в пригороде Тортугитас.

## История
Клуб был создан в 1891 году как футбольная команда. Коллектив получил название «Инглиш Хай Скул» (англ. English High School, «Английская гимназия») в честь школы, в которой футболисты обучались. В 1901 году клуб принял нынешнее название, поскольку многие спортсмены уже завершили обучение в школе.
Футбольная команда стала самой успешной в стране в любительских период. «Алумни» выиграл 10 чемпионских титулов в течение 14 сезонов. Команда одной из первых получила статус великой. В 1908 году коллектив был реорганизован, в результате появились секции по другим видам спорта. Этот шаг стал попыткой спасения бедствовавшего к тому времени клуба, так как многие команды — «Ломас», «Бельграно», «Кильмес» — уже воплощали подобные проекты. Тем не менее, в 1911 году команда провела последний матч, а 24 апреля 1913 года была окончательно упразднена.
В 1951 году группа выпускников Английской гимназии получила разрешение на создание регбийной команды с именем «Алумни». Главой одобрившего заявку заседания стал Карлос Боуэрс, именно тот человек, который предложил название «Алумни» полвека назад. Регбисты демонстрировали хорошие результаты, и в 1960 году стали лучшими в третьем дивизионе лиги Буэнос-Айреса. Затем команда вышла в высший дивизион и стала чемпионом в 1989 году. Одним из принципиальных соперников команды является клуб «Бельграно».
Сейчас на счету команды пять титулов столичного чемпиона и победа в национальном состязании Насьональ де Клубес в 2002 году.

## Достижения
- Насьональ де Клубес: 1

2002
- Торнео де ла УРБА: 5

1989, 1990, 1991, 1992, 2001